# طالمین
طالمین (به عربی: طالمین) یک شهرداری در الجزایر است که در ناحیه شروین واقع شده‌است. طالمین ۱۲٬۷۶۸ نفر جمعیت دارد و ۳۶۴ متر بالاتر از سطح دریا واقع شده‌است.